# Tangenssatz
In der Trigonometrie stellt der Tangenssatz oder Tangentensatz eine Beziehung zwischen den drei Seiten eines ebenen Dreiecks und dem Tangens der halben Summe bzw. der halben Differenz zweier Winkel des Dreiecks her.

## Formulierung
Für die drei Seiten {\displaystyle a}, {\displaystyle b} und {\displaystyle c} eines Dreiecks sowie für die diesen Seiten jeweils gegenüber liegenden Winkel {\displaystyle \alpha }, {\displaystyle \beta } und {\displaystyle \gamma } gilt:
{\displaystyle {\frac {b+c}{b-c}}={\frac {\tan {\frac {\beta +\gamma }{2}}}{\tan {\frac {\beta -\gamma }{2}}}}}
Wegen
{\displaystyle \tan {\frac {\beta +\gamma }{2}}=\tan {\frac {180^{\circ }-\alpha }{2}}=\tan \left(90^{\circ }-{\frac {\alpha }{2}}\right)=\cot {\frac {\alpha }{2}}}
kann man diese Formel auch schreiben als
{\displaystyle {\frac {b+c}{b-c}}={\frac {\cot {\frac {\alpha }{2}}}{\tan {\frac {\beta -\gamma }{2}}}}}
Analoge Formeln für {\displaystyle {\frac {a+b}{a-b}}} und {\displaystyle {\frac {a+c}{a-c}}} erhält man durch zyklische Vertauschung:
{\displaystyle {\frac {a+b}{a-b}}={\frac {\tan {\frac {\alpha +\beta }{2}}}{\tan {\frac {\alpha -\beta }{2}}}}={\frac {\cot {\frac {\gamma }{2}}}{\tan {\frac {\alpha -\beta }{2}}}}}
{\displaystyle {\frac {c+a}{c-a}}={\frac {\tan {\frac {\gamma +\alpha }{2}}}{\tan {\frac {\gamma -\alpha }{2}}}}={\frac {\cot {\frac {\beta }{2}}}{\tan {\frac {\gamma -\alpha }{2}}}}}
Wegen {\displaystyle \tan(-x)=-\tan(x)} bleiben diese Formeln gültig, wenn sowohl die Seiten als auch die zugehörigen Winkel vertauscht werden, also zum Beispiel:
{\displaystyle {\frac {a+c}{a-c}}={\frac {\tan {\frac {\alpha +\gamma }{2}}}{\tan {\frac {\alpha -\gamma }{2}}}}={\frac {\cot {\frac {\beta }{2}}}{\tan {\frac {\alpha -\gamma }{2}}}}}

## Beweis

### Beweis mit Sinussatz und Identitäten der Winkelfunktionen
Nach dem Sinussatz gilt {\displaystyle {\tfrac {b}{c}}={\tfrac {\sin \beta }{\sin \gamma }}} und damit folgt
{\displaystyle {\frac {b+c}{b-c}}={\frac {{\frac {b}{c}}+1}{{\frac {b}{c}}-1}}={\frac {{\frac {\sin \beta }{\sin \gamma }}+{\frac {\sin \gamma }{\sin \gamma }}}{{\frac {\sin \beta }{\sin \gamma }}-{\frac {\sin \gamma }{\sin \gamma }}}}={\frac {\sin \beta +\sin \gamma }{\sin \beta -\sin \gamma }}}
nach Einsetzen der Identitäten
{\displaystyle \sin \beta +\sin \gamma =2\cdot \sin {\frac {\beta +\gamma }{2}}\cdot \cos {\frac {\beta -\gamma }{2}}}
sowie
{\displaystyle \sin \beta -\sin \gamma =2\cdot \cos {\frac {\beta +\gamma }{2}}\cdot \sin {\frac {\beta -\gamma }{2}}}
die sich aus den Additionstheoremen ableiten lassen, ergibt sich durch Einsetzen in die obere Gleichung der Tangenssatz:
{\displaystyle {\frac {b+c}{b-c}}={\frac {\sin \beta +\sin \gamma }{\sin \beta -\sin \gamma }}={\frac {2\cdot \sin {\frac {\beta +\gamma }{2}}\cdot \cos {\frac {\beta -\gamma }{2}}}{2\cdot \cos {\frac {\beta +\gamma }{2}}\cdot \sin {\frac {\beta -\gamma }{2}}}}={\frac {\sin {\frac {\beta +\gamma }{2}}}{\cos {\frac {\beta +\gamma }{2}}}}\cdot {\frac {\cos {\frac {\beta -\gamma }{2}}}{\sin {\frac {\beta -\gamma }{2}}}}=\tan {\frac {\beta +\gamma }{2}}\cdot \cot {\frac {\beta -\gamma }{2}}={\frac {\tan {\frac {\beta +\gamma }{2}}}{\tan {\frac {\beta -\gamma }{2}}}}}

### Beweis mit Mollweideschen Formeln
Aus der Winkelsumme im Dreieck {\displaystyle \alpha +\beta +\gamma =180^{\circ }} und dem Übergang zum Komplementärwinkel des Tangens folgt:
{\displaystyle \tan {\frac {\beta +\gamma }{2}}=\tan {\frac {180^{\circ }-\alpha }{2}}=\tan \left(90^{\circ }-{\frac {\alpha }{2}}\right)=\cot {\frac {\alpha }{2}}}
Aus den Mollweideschen Formeln folgt daraus der Tangenssatz:
{\displaystyle {\frac {b+c}{b-c}}={\frac {b+c}{a}}\cdot {\frac {a}{b-c}}={\frac {\cos {\frac {\beta -\gamma }{2}}}{\sin {\frac {\alpha }{2}}}}\cdot {\frac {\cos {\frac {\alpha }{2}}}{\sin {\frac {\beta -\gamma }{2}}}}=\cot {\frac {\beta -\gamma }{2}}\cdot \cot {\frac {\alpha }{2}}={\frac {\cot {\frac {\alpha }{2}}}{\tan {\frac {\beta -\gamma }{2}}}}={\frac {\tan {\frac {\beta +\gamma }{2}}}{\tan {\frac {\beta -\gamma }{2}}}}}

## Tangenssatz für Kugeldreiecke
Für Kugeldreiecke gelten die Gleichungen
{\displaystyle {\frac {\tan {\frac {a+b}{2}}}{\tan {\frac {a-b}{2}}}}={\frac {\tan {\frac {\alpha +\beta }{2}}}{\tan {\frac {\alpha -\beta }{2}}}}}
{\displaystyle {\frac {\tan {\frac {b+c}{2}}}{\tan {\frac {b-c}{2}}}}={\frac {\tan {\frac {\beta +\gamma }{2}}}{\tan {\frac {\beta -\gamma }{2}}}}}
{\displaystyle {\frac {\tan {\frac {c+a}{2}}}{\tan {\frac {c-a}{2}}}}={\frac {\tan {\frac {\gamma +\alpha }{2}}}{\tan {\frac {\gamma -\alpha }{2}}}}}
Dabei sind {\displaystyle a}, {\displaystyle b} und {\displaystyle c} die Seiten (Kreisbögen) des Kugeldreiecks und {\displaystyle \alpha }, {\displaystyle \beta } und {\displaystyle \gamma } die gegenüberliegenden Winkel auf der Kugeloberfläche.

## Hinweise
1. ↑  Die in Beziehung gesetzten Seiten {\displaystyle b} und {\displaystyle c} des Dreiecks seien dabei als unterschiedlich lang vorausgesetzt, so dass die beteiligten Nenner stets {\displaystyle \neq 0} sind. Entsprechendes  gilt im Folgenden für alle weiteren Formeln.